# Jeremy Giambi
Pour les articles homonymes, voir Giambi.
Jeremy Dean Giambi (né le 30 septembre 1974 à San José (Californie) et mort le 9 février 2022) est un joueur de baseball américain.

## Biographie
Jeremy Giambi est le frère de Jason Giambi, également joueur de baseball.
Au printemps 2003, à la suite des investigations de l'affaire Balco, son nom apparaît dans une liste de clients du laboratoire fournissant stéroïdes et hormones de croissance à certains sportifs.